# ساكي ناكاجيما
ساكي ناكاجيما (باليابانية: 中島 沙樹) مواليد 1 سبتمبر 1978 في سايتاما، هي مؤدية أصوات يابانية.

## أعمال

### أنمي
- بليتش
- بوكيمون
- هاياتي الخادم المقاتل

## روابط خارجية
- ساكي ناكاجيما على موقع IMDb (الإنجليزية)
- ساكي ناكاجيما على موقع ألو سيني (الفرنسية)
- ساكي ناكاجيما على موقع ميوزك برينز (الإنجليزية)
- ساكي ناكاجيما على موقع قاعدة بيانات الفيلم (الإنجليزية)
- ساكي ناكاجيما على موقع كينوبويسك (الروسية)
- ساكي ناكاجيما على موقع ANN person (الإنجليزية)